# Équipe des îles Caïmans de rugby à XV
L'équipe des Îles Caïmans de rugby à XV rassemble les meilleurs joueurs de rugby à XV des Îles Caïmans, est membre de la NACRA et joue actuellement dans le Championnat des Caraïbes de rugby. Elle ne s'est pas encore qualifiée pour disputer une Coupe du monde mais elle a participé aux tournois qualificatifs.

## Histoire
La fédération de rugby des Îles Caïmans a été fondée en 1971  sous le nom de Cayman Rugby Football Club, elle est renommée ensuite Cayman Rugby Union. Elle rejoint l'IRB en 1997, et est classée 52e en octobre 2024.
Les Îles Caïmans font leurs débuts internationaux le 13 mars 1976 contre l'équipe du Jamaïque et remportent la rencontre sur le score de 10-9.
Les Îles Caïmans tentent pour la première fois de se qualifier pour la Coupe du monde 2003 en Australie. Ils éliminent le Guyana, puis perdent contre le Trinité-et-Tobago.
En 2005, les Îles Caïmans prennent part au tournoi des Amériques qualificatif pour la Coupe du monde 2007 en France. Elles gagnent deux de leurs trois matchs, terminent à la deuxième place du groupe et stoppent là leur parcours.

## Palmarès
- Coupe du monde
  - 1987 : pas invité
  - 1991 : pas concouru
  - 1995 : pas concouru
  - 1999 : pas concouru
  - 2003 : pas qualifié
  - 2007 : pas qualifié
  - 2011 : pas qualifié
  - 2015 : pas qualifié
  - 2019 : pas qualifié
  - 2023 : pas qualifié